# Вега (проект)
Проект «Вега» — серия из 15 подземных мирных ядерных взрывов мощностью от 3,2 до 13,5 килотонн, осуществлённых в 1980—1984 годах на территории Астраханской области для создания резервуаров под нужды газового производства. В настоящее время хранилища используются для хранения отходов и находятся  в аварийном состоянии, что вызывает критику экологов.

## История
По аналогии со взрывами «Магистраль» и «Сапфир», осуществлёнными в начале 1970-х годов в Оренбургской области, советским правительством было принято решение о создании резервуаров в соляно-купольных поднятиях недалеко от Астраханского газоконденсатного месторождения. Бо́льшая часть из них должна была стать хранилищами газового конденсата и широкой фракции лёгких углеводородов, ещё два резервуара планировалось использовать для продувки скважин газодобычи. Для этих целей в 1980—1984 годах в 40—50 километрах от Астрахани были осуществлены 15 ядерных взрывов на глубине 1 километр: 13 под хранилища в Аксарайско-Утигенской гряде, остальные 2, для создания продувных резервуаров, в Сары-Сорском и Айдикском куполах.
Начиная с 1980 г., в районе проводились систематические работы по контролю возможного радиоактивного загрязнения объектов окружающей среды: почвы, растительности и воды. Пробы почвенно-растительного покрова отбирались ежегодно на каждой из технологических площадок IT-15T и в прилегающих районах наблюдения, в районе поселков Аксарайский и Селитренное, а также на берегу рек Бузан и Ахтуба, в районах отбора проб воды. В пробах определялась суммарная бета-активность и оценивалась объемная активность, которая находилась на среднефоновых уровнях. Одновременно во всех точках пробоотбора проводились измерения гамма-фона на местности. После проведения ПЯВ серии "Вега" на технологических площадках 1Т-15Т радиоактивного загрязнения объектов окружающей среды не произошло. В результате работ по вскрытию полостей и стравливанию из них парогазовой смеси также не произошло радиоактивного загрязнения.
Сдача резервуаров в эксплуатацию проходила медленно, многие ещё не использовались, когда в 1986 году все 13 хранилищ Аксарайско-Утигенской гряды по неизвестной причине стали уменьшаться в объёме. Через год 7 из них находились в эксплуатации, остальные использовать было уже невозможно. По расчётам, границы ёмкостей должны были остеклениться, однако в некоторые из них проникли воды, которые растворили радиоактивные остатки и стали подниматься к поверхности земли. В июне 1991 года радиоактивный рассол из 5-й скважины прорвал задвижку фонтанной арматуры.
В начале 1990-х годов Росатомнадзор провёл инспекцию хранилищ, признав 13 из них предаварийными. Эксплуатацией резервуаров занимался филиал «Газпрома» «Астраханьгазпром», до 1998 года не имевший лицензии на право работы с источниками излучения. Несколько лет его сотрудники занимались сливом радиоактивного рассола и уборкой загрязнённых пород, не зная о радиоактивности хранилищ.
В 1998 году Комитет по охране окружающей среды Астраханской области заявил о превышении естественного радиационного фона на объекте в 265 раз, а также возмутился неохраняемостью территорий. Это привело к краже 800 метров труб, ранее находившихся в скважине, ведущей к одному из хранилищ. Узнав о реальной обстановке на объекте, рабочие «Астраханьгазпрома» стали требовать от работодателя компенсации, и были уволены.
  В 1999 году резервуары были переданы другому дочернему предприятию «Газпрома», «Подземгазпрому». В ноябре 2003 года эколог последнего Александр Соловьянов заявил о тендере на ликвидационные работы на «Веге», которую планировалось полностью закрыть в 2006 году. Соловьянов объявил, что хранилища не представляют реальной угрозы, километровые монолиты каменной соли защищают грунтовые воды от попадания радионуклидов; его слова подтвердила прокуратура. Методом консервирования хранилищ была выбрана заливка цемента в скважины. В августе 2011 года был объявлен очередной тендер на радиационную защиту скважин. Большинство конкурсов выигрывали общества с ограниченной ответственностью «Волгабурвод» и «ПКФ Евразия», последнее из которых ранее занималось торговлей и выпечкой хлеба. {{нет сносок}} Некоторые учёные, в том числе известный эколог Алексей Яблоков, выказывают опасения относительно безопасности объекта. Значительная часть информации о «Веге» находится в закрытом доступе «Газпрома», 2 резервуара до сих пор используются как хранилища газового конденсата.
В настоящее время запасы газового конденсата хранятся в наземных резервуарах, что, по мнению специалистов, более опасно, нежели держать их под землей. Поэтому сейчас на территории астраханского газового комплекса создаются 10 подземных резервуаров методом размыва.